# Emanuele Pellizzaro
Emanuele Pellizzaro (Padova, 27 luglio 1970) è un allenatore di calcio ed ex calciatore italiano, di ruolo centrocampista, tecnico delle giovanili del Campodarsego.

## Carriera

### Calciatore
Cresciuto nelle giovanili del Lanerossi Vicenza, debutta tra i professionisti proprio con i berici il 30 ottobre 1988 in Lanerossi Vicenza-Spezia 2-3. Con i vicentini disputa 4 stagioni di Serie C1, per un totale di 90 presenze e 2 gol.
All'inizio della stagione di Serie B 1992-1993 disputa 7 partite senza segnare nel Taranto, venendo ingaggiato nel mese di novembre dal Padova, con la cui maglia, in quasi due campionati, gioca 36 gare realizzando due gol, ed approdando in Serie A nella stagione 1994-1995.
Dopo avere disputato 3 sole partite senza reti in massima serie, viene ceduto alla Fidelis Andria nella stagione 1995-1996 di Serie B.
Nella stagione successiva torna al Padova, disputando altri due tornei di Serie B e, dopo la retrocessione, quello di Serie C1 nella stagione 1998-1999.
Passa dunque al Ravenna per due stagioni, per poi ritornare nuovamente a Padova, fino alla stagione 2002-2003 di Serie C1. Con il Padova gioca in totale 170 partite. Scende di categoria con il Rovigo in Serie D, dove gioca due stagioni dal 2003 al 2005. Chiude la carriera in Eccellenza alla Vigontina dove gioca tre stagioni.

### Allenatore
Dalla stagione 2008-2009 di Prima Divisione è il vice allenatore del Padova, al fianco di Carlo Sabatini prima e Attilio Tesser dopo (per sole 5 giornate). Nella stagione 2009-2010 è stato confermato assieme a Carlo Sabatini sempre alla guida del Padova.
Il 9 febbraio 2010 con l'arrivo di Nello Di Costanzo alla guida dei biancoscudati viene esonerato e al suo posto (come vice) arriva Renato Cioffi. Il 10 aprile ritorna sulla panchina del Padova con Carlo Sabatini. Il 2 luglio con l'arrivo di Alessandro Calori il suo posto viene preso da Alberto Maresi.
Nell'estate 2010 diventa l'allenatore degli Allievi Regionali del Padova.
Dalla stagione 2012-2013 alla stagione 2013-2014 guida gli Allievi Nazionali del Padova.
Dalla stagione 2014-2015 fino alla stagione 2016-2017, ha allenato gli Allievi dell'Abano.
Il 7 luglio 2017, torna ad allenare le giovanili del Padova, guidando la formazione Under 17. La stagione successiva, passa ad allenare la formazione Under 16.
Nell'agosto del 2020 approda al settore giovanile del Campodarsego .